# Buitinga globosa
Buitinga globosa là một loài nhện trong họ Pholcidae. Loài này được phát hiện ở Tanzania.